# 姚雪
姚雪（1991年1月17日—）是湖北沙市人，中国女子羽毛球运动员。

## 簡歷
姚雪小時候經常生病，爸爸於是在她6岁时让她打羽毛球。直至小学三年级时，深圳羽毛球队教练到学校来选人，把姚雪帶到深圳接受准专业训练。在深圳训练了两年后，姚雪凭借优异的表现入选广东队集训队。一年后，她成为广东队正式队员，还多次入选国家青年集训队。
2010年9月，姚雪出戰中國羽毛球大師賽，首次參加世界羽联超级赛，但在資格賽第一轮就输给了队友索敌出局；在此後的中國超級賽中，她又在資格賽第二轮输给队友夏静云出局。
2011年11月，姚雪出戰中國羽毛球首要超級賽女單賽事。她在次圈賽事中爆冷以2比1（21-14、14-21、21-11）击败丹麦名將蒂内·鲍恩；但其後在八強戰输给队友汪鑫出局。
2013年7月，姚雪代表中國（暨南大学）出戰俄羅斯喀山舉行的世界大學生運動會，參加羽毛球比賽的女子單打及混合團體項目，贏得一銀一銅。

## 主要比賽成績
只列出曾進入準決賽的國際賽事成績：
| 年份   | 賽事                     | 公開賽級別 | 項目     | 成績   |
| ------ | ------------------------ | ---------- | -------- | ------ |
| 2010年 | 越南羽毛球大獎賽         | 大獎賽     | 女子單打 | 準決賽 |
| 2013年 | 馬來西亞羽毛球超級賽     | 超級賽     | 女子單打 | 亞軍   |
| 2013年 | 紐西蘭羽毛球大獎賽       | 大獎賽     | 女子單打 | 準決賽 |
| 2013年 | 印尼羽毛球黃金大獎賽     | 黃金大獎賽 | 女子單打 | 亞軍   |
| 2014年 | 馬來西亞羽毛球首要超級賽 | 首要超級賽 | 女子單打 | 準決賽 |
| 2014年 | 馬來西亞羽毛球黃金大獎賽 | 黃金大獎賽 | 女子單打 | 冠軍   |
| 2014年 | 中國羽毛球大師賽         | 黃金大獎賽 | 女子單打 | 準決賽 |
| 2015年 | 中國羽毛球國際挑戰賽     | 國際挑戰賽 | 女子單打 | 準決賽 |

| 2007-2017年 | 首要超級賽 | 超級賽 | 黃金大獎賽 | 大獎賽 | 國際挑戰賽 | 國際系列賽 | 未來系列賽 | 其他 |

| 2018-2026年 | 總決賽 | 超級1000賽 | 超級750賽 | 超級500賽 | 超級300賽 | 超級100賽 | 國際挑戰賽 | 國際系列賽 | 未來系列賽 | 其他 |

## 腳註
1. 1 2  此時荊州市尚未建立。